# Aucha polyphaenoides
Aucha polyphaenoides is een vlinder uit de familie van de uilen (Noctuidae). De wetenschappelijke naam van deze soort is voor het eerst geldig gepubliceerd in 1961 door Wiltshire.
De soort komt voor in Saudi-Arabië, Bahrein, de Verenigde Arabische Emiraten, Oman en op Socotra.